# Ragazza col remo
La Ragazza col remo (in russo Де́вушка с весло́м?, Devuška v veslom) è il nome condiviso da varie sculture realizzate in tempi diversi dagli scultori Ivan Šadr e Romual'd Romual'dovič Iodko. Tuttavia, in seguito questo nome venne usato per riferirsi a tutte le statue simili che cominciarono a comparire in molti parchi di svago e culturali in tutta l'Unione Sovietica.

## Storia

### Statua di Ivan Šadr
Nel 1934, all'architetto Aleksandr Vasil'evič Vlasov, che in quel momento era impegnato nella ricostruzione del parco della Cultura e dello Svago Gor'kij a Mosca, venne l'idea di installare una statua ritraente una donna in una vasca con delle fontane, che progettò seguendo l'asse centrale del grande parterre del parco. Dato che Vlasov aveva già approvato l'idea dello scultore Ivan Šadr di montare nel parco molti calchi di sculture classiche dai depositi del museo statale delle belle arti, l'architetto si rivolse a lui per chiedergli di costruire la scultura principale del parco. L'idea di una scultura che ritraesse una figura femminile nuda, un simbolo di emancipazione e di uguaglianza di diritti per le donne e gli uomini nell'URSS, fu appoggiata dall'amministrazione del parco guidata da Bėtti Glan.
Nello stesso anno, Šadr iniziò a lavorare alla Ragazza col remo. Secondo varie fonti, la modella principale dello scultore fu Vera Vološina, che all'epoca studiava all'istituto di educazione fisica di Mosca. Secondo un'altra versione, Nina Chormenkova fu la modella. La scultura rappresentava una sportiva nuda a figura intera con un remo nella mano destra. La figura femminile si distingueva per una plasticità poderosa delle forme e per una dinamica nella torsione del torso e della testa; la forma della testa era delineata chiaramente, i capelli erano lisci e raccolti in due "corna", la fronte e la parte posteriore della testa erano interamente scoperte. Šadr determinò l'altezza della scultura in dodici metri, assieme al piedistallo di bronzo, in base ai rapporti in scala con l'area della fontana e i vicoli del parco che conducono a questa. La scultura venne installata al centro della fontana del viale principale del parco nel 1935.
Eppure, il comitato di selezione criticò l'opera di Šadr per la sua altezza eccessiva. Ricevette anche molte critiche dalle autorità sovietiche dell'epoca perché la ritenevano troppo erotica. Così il periodico moscovita Večernjaja Moskva pubblicò un articolo devastante nel quale criticava duramente la statua: "Stiamo presentando la speculazione delle immagini erotiche e volgari. Qui il remo perde il suo significato quotidiano e diventa un simbolo fallico". Inoltre, secondo l'articolo citato, il getto d'acqua della fontana "simula un'eiaculazione".
A causa delle critiche, sei mesi dopo la sua inaugurazione, la scultura venne trasferita al parco della cultura e dello svago di Vorošilovgrad (oggi Luhans'k). Una copia molto più piccola si conserva nella galleria Tret'jakov. Alla fine degli anni 1950, su insistenza della moglie dello scultore, la statua in gesso di Šadr venne tradotta nel bronzo.
Nell'estate del 1936. Šadr creò una nuova scultura più piccola, di otto metri di altezza, realizzata in cemento colorato. In questo caso la modella per la statua fu la ginnasta Zoja Dmitrievna Bedrinskaja (Beloručeva). Lo scultore cambiò la capigliatura, l'effigiata divenne più libera e meno sessuosa, le furono ridotti i muscoli delle braccia e gli furono ingranditi i seni, le proporzioni della figura si allargarono verticalmente, la sagoma divenne più snella e romantica. La scultura venne posta nel centro della fontana al di sopra di una colonna scanalata, attorno alla quale sgorgavano dei getti d'acqua, creando una sorta di velo attorno alla statua. Non molto lontano dalla scultura centrale del parco, c'erano una scultura di Elena Aleksandrovna Janson-Manizer intitolata Metatel'nica jadra (in cirillico: Метательница ядра?) e una copia del Discobolo di Mirone, anche queste delle opere ritraenti degli atleti ignudi. Questa nuova statua venne distrutta durante un bombardamento tedesco durante la seconda guerra mondiale.

### Statua di Romual'd Iodko

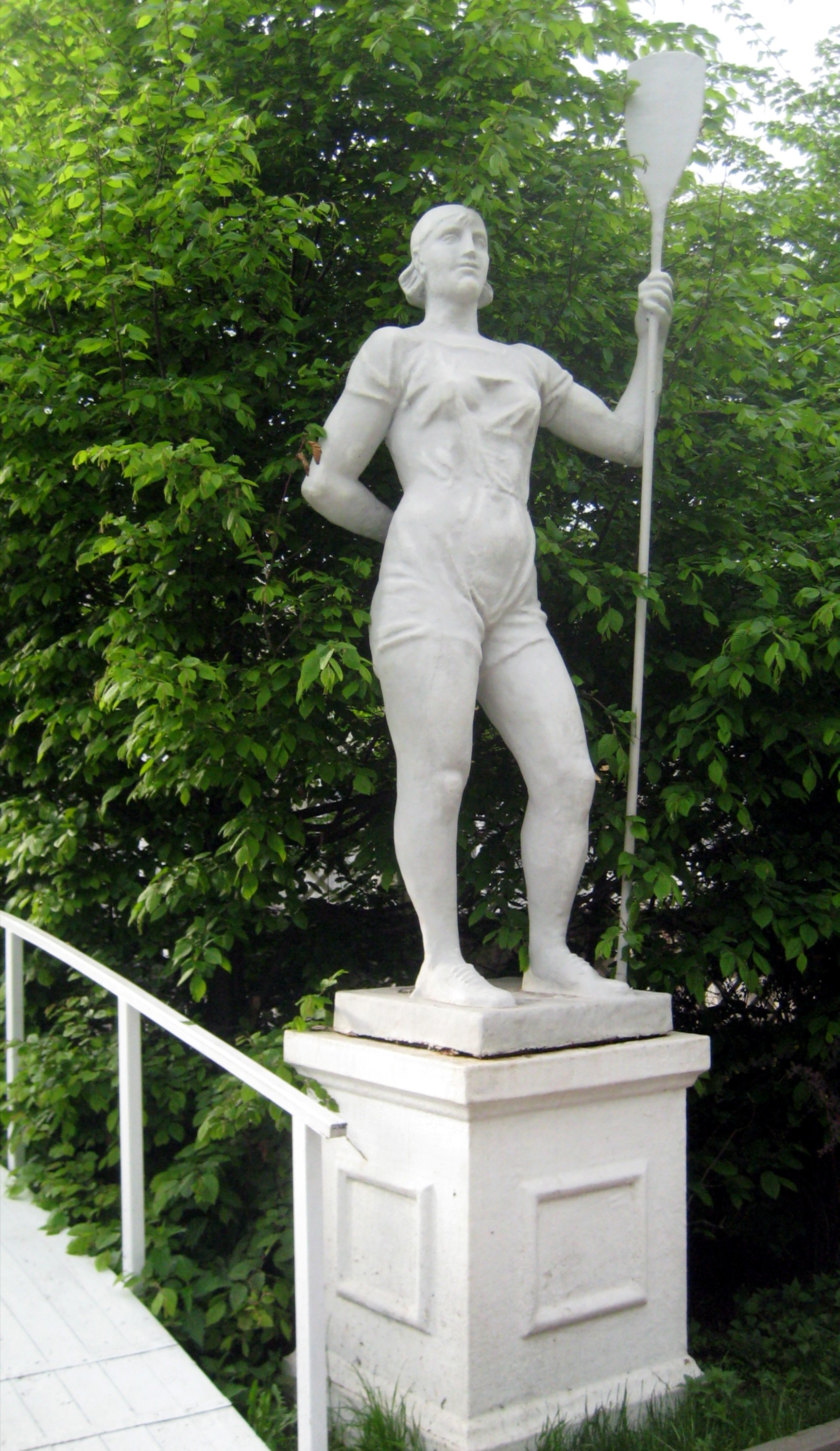
Una delle varie copie kitsch della scultura di Romual'd Iodko.

Si ritiene erroneamente che le sculture di Ivan Šadr siano servite per la creazione di copie di gesso a basso costo, che furono installate in massa nei parchi in quasi tutta l'Unione Sovietica. In realtà queste si basavano sull'opera omonima dello scultore Romual'd Iodko, da lui realizzata per il parco dello stadio acquatico Dinamo nel 1936. La scultura era alta 2,5 metri di altezza ed era realizzata in gesso. Diversamente dalla Ragazza di Šadr, la scultura di Iodko indossava un costume da bagno e sosteneva il remo con la mano sinistra.
Un anno prima, nel 1935, Romual'd Iodko aveva completato un'altra Ragazza col remo per la fontana. All'inizio questa venne posta presso lo stadio Ėlektrik (predecessore dello stadio Lokomotiv) di Mosca, nel quartiere di Čerkizovo. La statua ritrae una figura muliebre che si poggia sulla gamba sinistra, mentre quella destra si trova sopra un sostegno cubico e il suo ginocchio è piegato assai in avanti. Con la sua mano destra, la donna si appoggia al remo, e la sua mano sinistra si abbassa e tocca la coscia. Ella indossa dei pantaloncini e una camicetta.
Eppure, la maggior parte di queste nuove copie e versioni erano di minore qualità artistica ed erano contraddistinte dalla pesantezza e dalla mancanza di femminilità. L'idea originale di Šadr e Iodko non venne rispettata in queste nuove versioni. Con il tempo, la Ragazza col remo divenne un simbolo del cattivo gusto e della volgarità, una figura esageratamente atletica, con un'espressione facciale assente e con un approccio eccessivamente formale.

## Replica del 2011

La replica del 2011.

Nel 2011, venne installata una nuova versione della Ragazza col remo nel parco Gor'kij di Mosca, e in questo caso si tratta di una copia della statua originale di Ivan Šadr. Dato che esiste una versione più piccola fatta di gesso, dalla quale si trasse una fusione in bronzo negli anni 1950 e che ora si trova nella galleria Tret'jakov, si poté utilizzare come modello per la ricostruzione della statua originale di Šadr. Tra il 1° e il 3 settembre del 2011, la statua venne installata nel parco Gor'kij durante la regata internazionale "Torre d'oro", coincidendo con il giorno della città di Mosca.